# Nahetal-Waldau
Nahetal-Waldau este o comună din landul Turingia, Germania.
1. ↑  GeoNames